# 23217 Nayana
23217 Nayana là một tiểu hành tinh vành đai chính với chu kỳ quỹ đạo là 1254.3318437 ngày (3.43 năm).
Nó được phát hiện ngày 25 tháng 10 năm 2000.